# Аленото цвете (сериал)
„Аленото цвете“ (на английски: The Scarlet Pimpernel) е британски драматичен сериал, който е адаптация на едноименната книга, написана от Баронеса Орчи по време на Френската революция. В сериала участват Ричард Грант, Елизабет Макгавърн и Мартин Шоу. Снимките се провеждат в Чехия, а музиката е композирана от Михал Павличек. Сериалът е копродукция между BBC и A&E, премиерата му е на 24 януари 1999 г. и свършва на 1 ноември 2000 г.

## Актьорски състав
- Стюарт Фокс – мосю Жовин
- Сара Бъргър – мадам Жовин
- Далибор Сипек – Дофинът
- Сузан Бертиш – Турейн
- Джонатан Кей – Принцът на Уелс
- Ричард Грант – сър Пърси Блейкни
- Елизабет Макгавърн – Лейди Маргьорит Блейкни
- Антъни Грийн – сър Андрю Фоулкс
- Бет Гудард – лейди Сузан Фоулкс
- Джеръми Уилс – барон Валдемар
- Мартин Шоу – Шовелин
- Рон Доначи – Мазарини
- Жерар Мърфи – Планчет
- Ронан Вибер – Робеспиер
- Карел Роден – Фигаро
- Брайс Енгстром – Гастон
- Кристофър Феърбанк – Фумие

## Епизоди

### Първи сезон
| Епизод # | Заглавие              | Режисьор     | Сценарист        | Излъчване          |
| -------- | --------------------- | ------------ | ---------------- | ------------------ |
| 1        | The Scarlet Pimpernel | Патрик Ло    | Ричард Карпентър | 24 януари 1999 г.  |
| 2        | Valentine Gautier     | Патрик Ло    | Ричард Карпентър | 31 януари 1999 г.  |
| 3        | A King's Ransom       | Едуард Бенет | Ричард Карпентър | 7 февруари 1999 г. |

### Втори сезон
| Епизод # | Заглавие            | Режисьор       | Сценарист   | Излъчване           |
| -------- | ------------------- | -------------- | ----------- | ------------------- |
| 1        | Ennui               | Греъм Тийкстън | Матю Лоу    | 18 октомври 2000 г. |
| 2        | Friends and Enemies | Саймън Лангтън | Алън Уитинг | 25 октомври 2000 г. |
| 3        | A Good Name         | Саймън Лангтън | Роб Хейланд | 1 ноември 2000 г.   |

## В България
В България сериалът започва излъчване през 2000 г. с български дублаж, записан в студио Доли. Ролите се озвучават от Даринка Митова, Адриана Андреева, Георги Тодоров и Васил Бинев.